# Krumbach (Švábsko)
Krumbach je město v zemském okresu Günzburg v německé spolkové zemi Bavorsko. K roku 2020 zde žilo 13 568 obyvatel a šlo tak o druhé největší město okresu. První písemná zmínka o Krumbachu pochází z roku 1156. Do roku 1972 šlo o sídlo stejnojmenného zemského okresu.